# Mohamed Basri
Pour les articles homonymes, voir Basri.
Mohamed Basri dit Fqih Basri, né en 1925 à Demnate et mort le 14 octobre 2003 à Chefchaouen, est un homme politique et résistant marocain. 
Après l'indépendance du pays, il est un opposant important au roi Hassan II.

## Biographie
Mohamed Basri dit Mohamed Demnati, aussi surnommé le Fqih Basri, est d'origine amazighe. 
Il commence ses études à l'école coranique aux côtés d’Abdellah Ibrahim, Mohamed Bensaid Aït Idder et Abdessalam Yassine, avant de rejoindre, en 1944, la faculté Ben Youssef de Marrakech où il fait ses premières armes en tant que résistant contre le colonisateur français.
En 1954, il est arrêté par les autorités du protectorat, qui le condamnent à la peine de mort. En 1955, il parvient à s'évader de la prison centrale de Kénitra aux côtés de 37 résistants.
Après l'indépendance, et parallèlement à sa participation au commandement de l'Armée de Libération Nationale au Sud, il participe à la fondation de l'Union nationale des forces populaires (UNFP) à la suite d'une scission avec le parti de l'Istiqlal en 1959 et dirige At Tahrir, le quotidien de l'opposition de gauche. 
Sur ordres du roi Hassan II, il est arrêté et torturé en 1960 dans le cadre du Complot de juillet 1960, puis une seconde fois en 1963. 
En 1966, il choisit l'exil volontaire avant de regagner le Maroc en juin 1995.
En mars 1973, il mène une insurrection rurale au moyen Atlas dans la région de Khénifra, connue comme l'affaire de Moulay Bouazza, un mouvement armé perpétré par le Tanzim, une branche révolutionnaire de l'UNFP. Cette insurrection est un échec.

## Décès
Alors qu'il a subi peu de temps auparavant une opération chirurgicale à Paris, Mohamed Basri est pris par une crise cardiaque le mardi 14 octobre 2003 à Chefchaouen. Il est inhumé le lendemain, le 15 octobre 2003, à Casablanca, au Maroc.